# Атесанс Етроафонтен
Атесанс Етроафонтен (фр. Athesans-Etroitefontaine) насеље је и општина у источној Француској у региону Франш-Конте, у департману Горња Саона која припада префектури Лир.
По подацима из 2011. године у општини је живело 671 становника, а густина насељености је износила 52,1 становника/km². Општина се простире на површини од 12,88 km². Налази се на средњој надморској висини од 390 метара (максималној 367 m, а минималној 269 m).

## Демографија
| 1962. | 1968. | 1975. | 1982. | 1990. | 1999. | 2011. |
| ----- | ----- | ----- | ----- | ----- | ----- | ----- |
| 528   | 642   | 545   | 573   | 584   | 564   | 671   |

График промене броја становника у току последњих година